# Beringův průliv

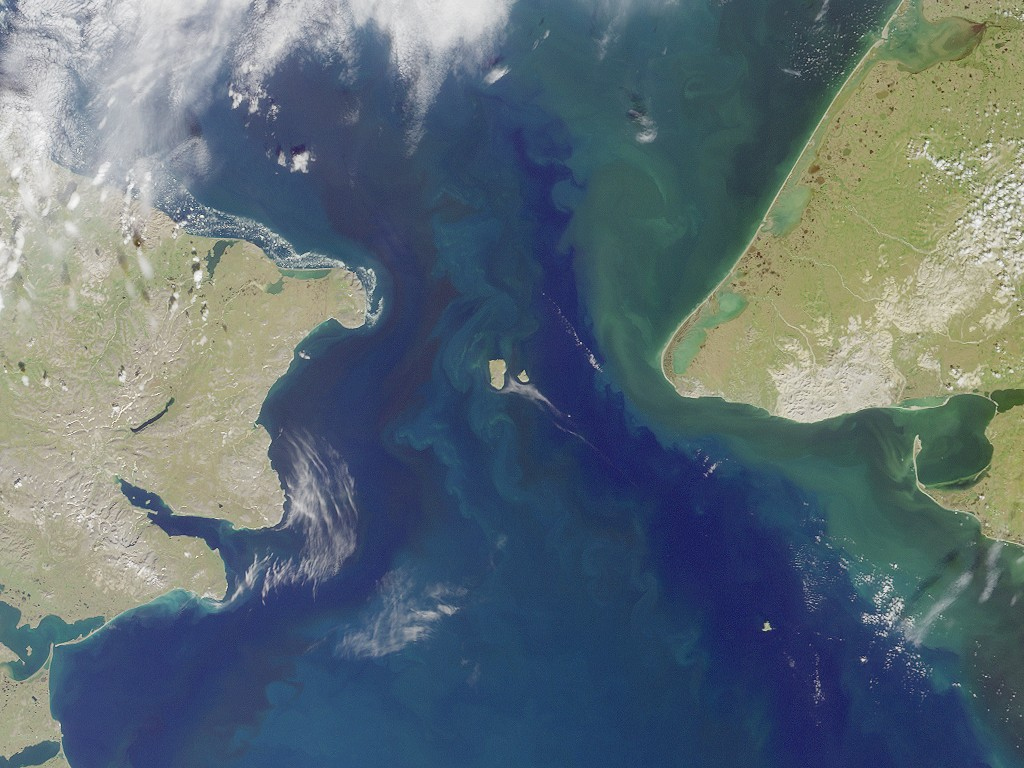
Satelitní snímek Beringova průlivu z vesmíru

Beringova úžina či Beringův průliv je přirozený průliv mezi asijským a americkým kontinentem, jeden z hlavních průlivů světa. Propojuje Tichý oceán se Severním ledovým oceánem, konkrétně Beringovo a Čukotské moře. Je široký 82 kilometrů, hloubka dosahuje maximálně 52 metrů (jde tedy o šelfovou oblast). Průměrná hloubka se pohybuje mezi 30 až 50 metry.
Průliv prochází mezi Děžněvovým mysem na Čukotském poloostrově – nejvýchodnějším výběžkem Asie – a mysem prince Waleského na aljašském Sewardově poloostrově – nejzápadnějším výběžkem Ameriky. Uprostřed průlivu se nachází Diomédovy ostrovy, politicky rozdělené mezi Rusko a USA (je to místo, kde si je ruská a americká souš nejblíže – necelé 4 km).
Průliv je nazván na počest ruského mořeplavce a objevitele dánského původu Vituse Beringa, kterým jím proplul v roce 1728. Je důležitý pro lodní dopravu.

## Historie

Od souše Beringie po současný průliv. (21 000 B. P. až nyní)

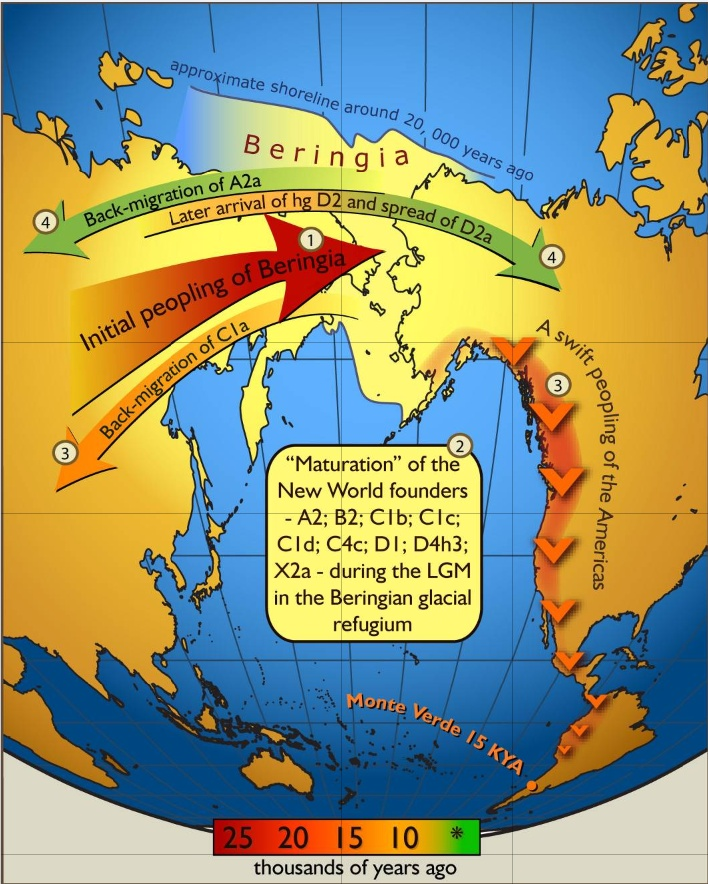
Časová mapa přechodu do Ameriky.

Během historie planety docházelo k markantnímu poklesu a nárůstu vodní hladiny, což se projevilo nejvýrazněji během ledových dob. Při poslední době ledové došlo k výraznému poklesu, který se projevil vystoupením souše v oblasti průlivu. Vzniklá souš nazývaná Beringie vytvořila spojnici mezi Asií a Amerikou, po které se dalo přejít suchou nohou. Stalo se tak také před 35700 lety. Relativně náhlý pokles vodní hladiny a roztání ledovců na kontinentu umožnilo migraci předchůdců původních obyvatel Ameriky. Nejstarší archeologické nálezy ukazují dobu zhruba před 13 300 lety. Předkolumbovská Amerika byla ale patrně osídlena již dříve.
Jako první ze známých evropských mořeplavců Beringovým průlivem proplul již v roce 1648 (tedy 80 let před Beringem) Semjon Ivanovič Děžňov. Kromě toho se Beringovi nepodařilo proplout celým průlivem a byl nucen omezit se pouze na obeplutí jeho jižní části, zatímco Děžňov překonal průliv ze severu na jih po celé jeho délce. Jeho jménem je nazván nejvýchodnější pevninský výběžek Asie – Děžňovův mys.

## Budoucnost
Existují smělé plány na spojení Ruska a USA pomocí přemostění, či podkopání úžiny tunelem.